# Providence, Alabama
Providence là một thị trấn thuộc quận Marengo, tiểu bang Alabama, Hoa Kỳ. Dân số năm 2009 là 294 người, mật độ đạt 65 người/km².